# Квадрат (гра)
Квадра́т — спортивна гра з м'ячем, широко розповсюджена в Україні серед підлітків. Гра відбувається переважно вчотирьох на невеликому майданчику (4x4 м), або увосьмеро (5x5 м). Для гри використовується футбольний м'яч. Найпопулярнішими "квадрати" стали на Теремках. Професіональними та відомими гравцями стали Володимир Вікторов, Владислав Колесник та Володимир Кондрашов.

## Опис гри
Квадратний ігровий майданчик ділять хрестом на 4 однакові сегменти та креслять на перетині хреста в центрі коло діаметром 1 м. Кожен гравець займає свою частину квадрату. Один із гравців кидає м'яча зі свого боку в коло так, щоб він відскочив у сегмент одного із суперників. Той, на чий сегмент потрапив м'яч після подачі, мусить його відбити ногою на будь-яке інше поле, після одного дотику м'яча до землі. Якщо ж він допустить другий дотик м'яча у своїй зоні, то отримує одне очко й виходить із гри (або, за домовленістю, гра продовжується, але гравці пересуваються на один сегмент за годинниковою стрілкою). Той, що отримав очко, починає гру знову, вкидаючи м'яча через центральне коло. Потрійна помилка при вкиданні також додає 1 очко вкидаючому.
Якщо у грі беруть участь менше чотирьох гравців, то кожен із них займає свій квадрат, а удар м'яча об порожній квадрат вважається помилкою та додає 1 очко тому, хто її допустив. Якщо ж грають 8 чоловік, то в кожен квадрат стає по двоє, які вважаються за команду.
У грі вчотирьох іноді також грають 2х2. Гравці у парі допомагають один одному та можуть пасувати м'яча між собою.
Гра триває до певної кількості очок.

## Правила гри
М'яча можна відбивати будь-якими частинами тіла, крім рук. Дівчатам дозволяється відбивати й руками. Гравець не має права двічі торкатися м'яча на своєму майданчику, але йому може допомогти сусід, перестрибнувши на його майданчик на одній нозі та іншою пославши м'яча на будь-яке інше поле.

## Виноски
1. ↑  Сборник 'Игры народов СССР' — Москва: Физкультура и спорт, 1985 (рос.)